# ナショナル・ボード・オブ・レビュー賞 (2020年)
92nd NBR Awards
作品賞: 
ザ・ファイブ・ブラッズ
第92回ナショナル・ボード・オブ・レビュー賞は2020年の映画を対象とした賞であり、2021年1月26日に受賞者が発表された。

## 受賞一覧

### 作品賞
- 『ザ・ファイブ・ブラッズ』

### 作品賞トップ10
※原題のアルファベット順
- 『ファースト・カウ』
- 『40歳の解釈: ラダの場合』
- 『ユダ&ブラック・メシア 裏切りの代償』
- 『ミッドナイト・スカイ』
- 『ミナリ』
- 『この茫漠たる荒野で』
- 『ノマドランド』
- 『プロミシング・ヤング・ウーマン』
- 『ソウルフル・ワールド』
- 『サウンド・オブ・メタル 〜聞こえるということ〜』

### 外国語映画賞
- 『ラ・ヨローナ 〜彷徨う女〜』 グアテマラ

### 外国語映画トップ5
※英題のアルファベット順
- 『アップル』 ギリシャ
- 『コレクティブ 国家の嘘』 ルーマニア
- 『親愛なる同志たちへ』 ロシア
- 『老人スパイ』 アメリカ合衆国、 チリ、 スペイン、 ドイツ、 オランダ
- 『La Nuit des rois』 フランス

### ドキュメンタリー映画賞
- 『タイム』

### ドキュメンタリー映画トップ5
※原題のアルファベット順
- 『すべてをかけて: 民主主義を守る戦い』
- 『ボーイズ・ステイト』
- 『ディック・ジョンソンの死』
- 『ミス・アメリカーナ』
- 『白いトリュフの宿る森』

### インディペンデント映画トップ10
※原題のアルファベット順
- 『カイル&マイク 俺たちの人生は上り坂』
- 『Driveways』
- 『Farewell Amor』
- 『Miss Juneteenth』
- 『不都合な理想の夫婦』
- 『17歳の瞳に映る世界』
- 『アウトポスト』
- 『レリック -遺物-』
- 『Saint Frances』
- 『ウルフウォーカー』

### 監督賞
- スパイク・リー - 『ザ・ファイブ・ブラッズ』

### 主演男優賞
- リズ・アーメッド - 『サウンド・オブ・メタル 〜聞こえるということ〜』

### 主演女優賞
- キャリー・マリガン - 『プロミシング・ヤング・ウーマン』

### 助演男優賞
- ポール・レイシー - 『サウンド・オブ・メタル 〜聞こえるということ〜』

### 助演女優賞
- ユン・ヨジョン - 『ミナリ』

### オリジナル脚本賞
- リー・アイザック・チョン - 『ミナリ』

### 脚色賞
- ポール・グリーングラス、ルーク・デイヴィス - 『この茫漠たる荒野で』

### アニメーション映画賞
- 『ソウルフル・ワールド』

### ブレイクスルー演技賞
- シドニー・フラニガン - 『17歳の瞳に映る世界』

### 新人監督賞
- チャニング・ゴッドフリー・ピープルズ - 『Miss Juneteenth』

### アンサンブル演技賞
- 『ザ・ファイブ・ブラッズ』

### 表現の自由賞
- 『あの夜、マイアミで』

### 撮影功績賞
- ジョシュア・ジェームズ・リチャーズ - 『ノマドランド』

### アイコン賞
- チャドウィック・ボーズマン